# Sacura
Sacura ist eine Fischgattung aus der Gruppe der Fahnenbarsche (Anthiadidae), die im tropischen und subtropischen Indopazifik vom Golf von Oman bis an die Küsten von Taiwan, Japan, Korea und Neukaledoniens vorkommt.

## Merkmale
Die Fische erreichen eine Körperlänge von 9,5 cm bis 19 cm, wobei die Weibchen in der Regel einen bis zwei Zentimeter kleiner bleiben. Sacura-Arten sind rötlich und weißlich gefärbt und haben einen relativ hochrückigen, seitlich leicht abgeflachten Körper, dessen Höhe bei 40 bis 50 % der Standardlänge liegt. Die Körperhöhe liegt beim 2,1 bis 2,7fachen der Körperbreite. Kopf und Maxillare sind beschuppt. Der Unterkiefer ist unbeschuppt. Zwischen hart- und weichstrahligem Abschnitt ist die Rückenflosse nicht oder kaum eingebuchtet. Der zweite, dritte und vierte Flossenstachel der Rückenflosse ist verlängert, besonders der Dritte und besonders bei den Männchen, wo er in einem langen, wimpelartigen Filament ausläuft. Die vorderen Flossenstrahlen von Rücken- und Afterflosse sind deutlich kürzer als die hinteren. Das erste Drittel von Rücken- und Afterflosse sind beschuppt. Die Bauchflossen sind abgesehen von wenigen Schuppen an ihrer Basis unbeschuppt. Die zwei oberen Flossenstrahlen der Bauchflossen sind unverzweigt, der Rest ist verzweigt. Auf dem Kiemendeckel befinden sich hinten drei flache Stacheln. Der Gaumen und ist bezahnt. Die Gaumenzähne sind in einem dreieckigen Feld angeordnet. Die Kiemenreusendornen sind lang und zahlreich, 22 bis 33 befinden sich auf dem unteren Ast des ersten Kiemenbogens.
- Flossenformel: Dorsale X/14–18; Anale III/7, Pectorale 16–18, Caudale 13(7+6)
- Wirbel: 26(10+16).

Sacura-Arten ähneln in vielen morphometrischen Merkmalen dem Mittelmeer-Fahnenbarsch (Anthias anthias) und Sacura wurde ursprünglich als Untergattung von Anthias eingeordnet. Sacura kann von Anthias durch die größere Körperhöhe (41–50 % SL versus 33–37 % bei Anthias), den längeren Kopf (34–43 % SL versus 32–35 % bei Anthias) und die unterschiedlich geformten unpaaren Flossen unterschieden werden.

## Arten
Zur Gattung Sacura gehören fünf Arten:
- Sacura boulengeri (Heemstra, 1973)
- Sacura margaritacea (Hilgendorf, 1879)
- Sacura parva Heemstra & Randall, 1979
- Sacura sanguinea Motomura, Yoshida & Vilasri, 2017
- Sacura speciosa Heemstra & Randall, 1979

## Belege
1. 1 2  Paolo Parenti u. John E. Randall: An annotated checklist of the fishes of the family Serranidae of the world with description of two new related families of fishes. FishTaxa (2020) 15: 1–170. S. 43.
2. ↑  Sacura speciosa auf Fishbase.org (englisch)
3. ↑  Sacura boulengeri auf Fishbase.org (englisch)
4. ↑  Phillip C. Heemstra, John E. Randall (1979): A revision of the anthiine fish genus Sacura (Perciformes: Serranidae) with descriptions of two new species. Rhodes University. J.L.B. Smith Institute of Ichthyology. Seite 99 u. 100.
5. ↑  Sacura auf Fishbase.org (englisch)